# 누전
누전(漏電, leakage)은 전선이나 기구 등에서 전류가 정해진 회로로 흐르지 않고 주변의 금속이나 전기가 잘 통하는 물체 또는 접지(대지)로 새어나와 비정상적으로 흐르는 것이다. 전기 에너지가 정상 절연된 것으로 보이는 경계부를 넘어서서 점진적으로 전달되는 현상을 말한다. 충전된 축전기의 동시 방전, 변압기의 자기 결합, "off" 상태 또는 반대극 다이오드 상태에서의 트랜지스터의 전류 흐름 등에 의해 발생할 수 있다.

## 같이 보기
- 바이어스